# 333101 Lovelace
333101 Lovelace è un asteroide della fascia principale. Scoperto nel 2007, presenta un'orbita caratterizzata da un semiasse maggiore pari a 2,552131 au e da un'eccentricità di 0,142255, inclinata di 2,832598° rispetto all'eclittica. 